# Przybyradz (Mścice)
Przybyradz – osada wsi Mścice w Polsce, położona w województwie zachodniopomorskim, w powiecie koszalińskim, w gminie Będzino.
W latach 1975–1998 osada położona była w województwie koszalińskim.